# Romi Ferretti
Romano Ferretti, detto Romi (Verona, 21 giugno 1963), è un bassista italiano.
Come bassista è conosciuto per la sua partecipazione alla prima ondata di punk rock italiano con gli A.C.T.H. ed in seguito con il gruppo rock italiano Rats dal 1989 al 1997.

## Biografia
Autodidatta, nasce come bassista seguendo l'impeto dell'esplosione Punk rock di fine anni '70.
Forma attorno al 1980 la sua prima band, rispondendo ad un annuncio appeso su una bacheca di un negozio di dischi della propria città. La band in seguito prese nome di A.C.T.H., autori di un Punk Rock melodico, con i quali registra un demo tape autoprodotto dal titolo emblematico "L'Italia s'è Desta(?)" un LP uscito per la Bolognese Multimedia Attack, Totò alle prese coi dischi, dal titolo:"Ultimo Party" e un 45 Giri, sempre uscito per l'etichetta bolognese.
Tra maggio e giugno 1989, lascia la band per unirsi ai Rats.
Laureato in Architettura dal 1998, dopo lo scioglimento della band si è trasferito a Miami dove vive e lavora, avendo aperto uno studio di design, la Bassline Design Inc. che si occupa principalmente di interiors e industrial design.
Il 24 ottobre 2007, si è riunito con Wilko Zanni e Lor Lunati dopo 10 anni per una prima prova, prendendo parte quindi al progetto Rats2008.
Il 7 novembre 2008 al VOX club di Nonantola (MO) è stata la serata ufficiale che ha sancito la riunione ufficiale dei Rats.